# 軽井沢ワールドトイミュージアム
軽井沢ワールドトイミュージアム（かるいざわワールドトイミュージアム）は長野県北佐久郡軽井沢町に存在した、おもちゃと模型の企業博物館である。現在は閉館している。

入口

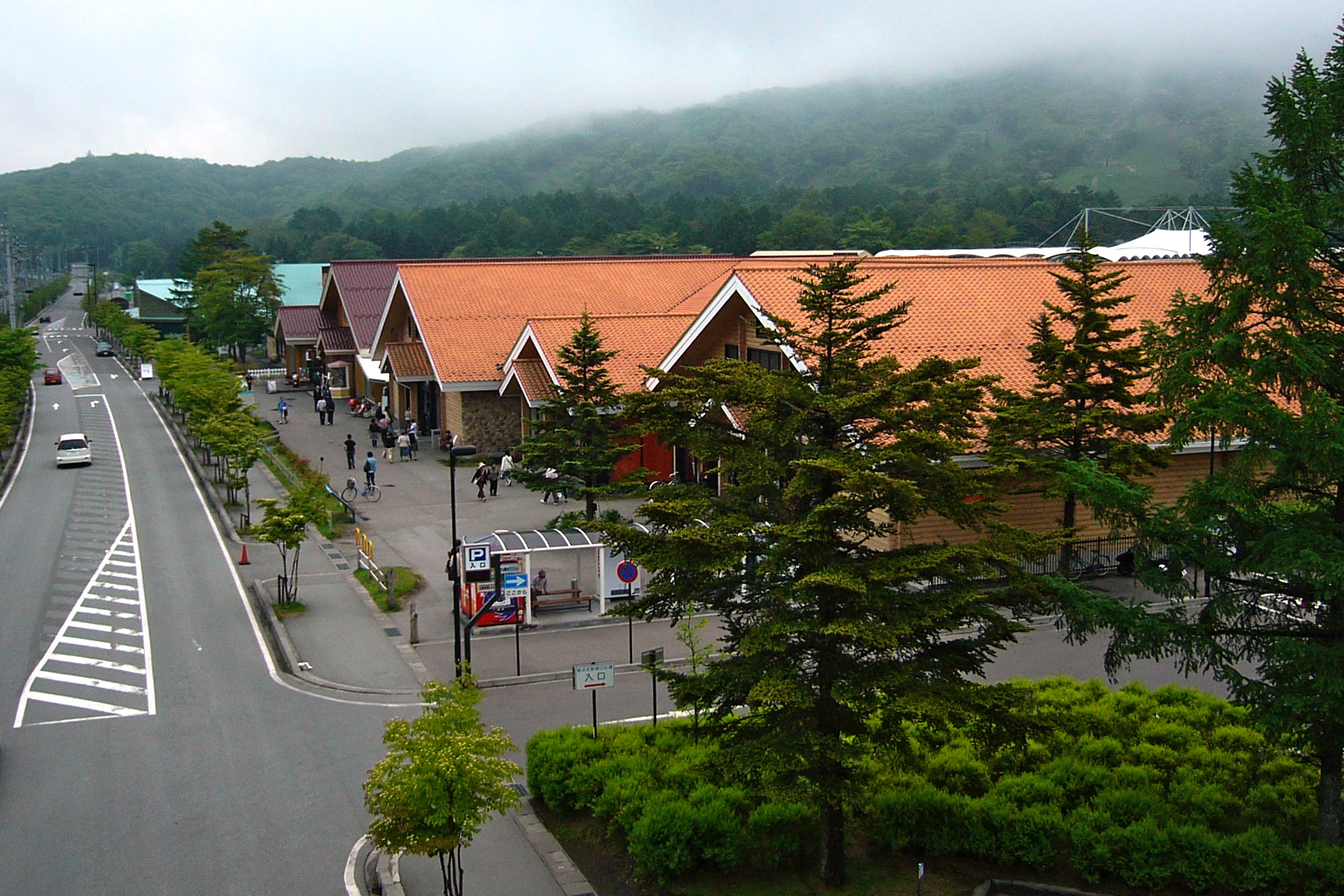
軽井沢駅から望む

## 概要
コレクションは1982年に開館したイギリスの「ロンドンおもちゃ・模型博物館」の所蔵品約10,000点が基になっていた。1989年、日本のゼネコン、フジタが同館を買収。同年より同社のメセナ活動部門「藤田文化財団」（後、藤田トイミュージアム財団）が運営した。1999年、フジタの経営難により同館が閉館となった際、所蔵品約10,000点のうち17〜20世紀のアンティーク・トイコレクション約7,000点の引き取り手を探していたところ、玩具メーカーのバンダイがこれを買い取った。コレクションはバンダイにより日本に移され、2004年4月28日、軽井沢に当館を開館した。
当館では修理・補修を行った収蔵品のうち約1,000点を展示し、一部の展示品については定期的に入れ替えていた。展示品は世界有数のコレクションからの選りすぐりのものでショウウインドウにトラクションエンジンが展示されていた。
地下一階の展示室の蒸気機関模型の展示は日本における産業革命と期を同じくする。いずれも資料は第一級品のものばかりであり、日本全国主要都市で巡回展示も行われ、2004年7月から9月に六本木ヒルズで開かれた企画展「スチームボーイ・19世紀ロンドン展」には、蒸気機関等の貴重な収蔵品が展示された。
2007年11月26日に閉館。所蔵品は同年4月28日に栃木県壬生町に開館したおもちゃのまちバンダイミュージアムにすべて移管された。同館にて「ワールドトイミュージアム」を構成する所蔵品となり、観覧に供されている。
跡地は軽井沢・プリンスショッピングプラザの一区画となり、複数のアウトレット店が入居している。